# Maison de la Radio (Parigi)
La Maison de la Radio (in francese "casa della radio") è un grande edificio di Parigi e sede principale di Radio France.

## Storia
La Maison de la Radio venne progettata da Henry Bernard e terminata nel 1963. A partire dal 2005, l'edificio fu oggetto di varie operazioni di rinnovamento. Nel 2014, la Maison de la Radio venne riaperta al pubblico per la prima volta dopo tanti anni e venne inaugurato un nuovo auditorium all'interno dell'edificio.

## Descrizione
La Maison de la Radio è situata nel XVI arrondissement, a breve distanza dalla Torre Eiffel, ed è composta da una torre di servizio centrale circondata da un'enorme struttura ad anello del diametro di 500 metri. L'edificio ospita gli uffici amministrativi, gli studi di radiodiffusione e le aree musicali destinate alle stazioni nazionali di Radio France e alle sue quattro orchestre permanenti, ovvero l'Orchestre Philharmonique de Radio France, Orchestre national de France, il Chœur de Radio France e il Maîtrise de Radio France. La pianta circolare della Maison de la Radio le è valso il soprannome di maison ronde ("casa rotonda") da parte dei parigini.